# Pea Fröhlich
Pea Fröhlich (* 19. August 1943; † 2022) war eine deutsche Autorin, Psychologin und Verfasserin von Drehbüchern.

## Leben
Fröhlich hat in Kommunikationswissenschaften promoviert und war Professorin für Kreative Arbeitsformen in München. Neben Fachbüchern veröffentlichte sie mehrere Romane und schrieb zusammen mit Peter Märthesheimer zahlreiche Drehbücher für Film und Fernsehen – unter anderem auch für Fassbinder Die Ehe der Maria Braun, Lola und Die Sehnsucht der Veronika Voss, der Fassbinders vorletzter Film werden sollte. Bekannt wurde sie auch durch ihre Mitarbeit bei den Folgen der Fernsehserie Bloch.

## Werke (Auswahl)
- Now – Theater der Erfahrung. Material zur neuen amerikanischen Theaterbewegung (mit Jens Heilmeyer), Köln 1971
- Modell Kinderspielklub: Zielgruppenarbeit mit Kindern; Materialien zur Praxis neuer Spielmethoden (mit Jens Heilmeyer), Köln 1974
- Ausländerbuch für Inländer, Frankfurt 1980
- Rollenspiel und Sozialverhalten: Zur Wirkung angeleiteter Rollenspiele auf die sozialen Handlungsfähigkeiten benachteiligter Kinder, Frankfurt 1981
- Zwei Frauen auf dem Weg zum Bäcker, Köln 1987
- Marie steigt aus dem Fenster (Kurzgeschichten), Frankfurt 1990[6]
- Die Liebe zu den fahrenden Zügen (Roman), München 1993
- Die wahre Geschichte von der getäuschten Frau und den Frauenmördern, München 1995

Hörspiele
- Rosas Liebe, Produktion beim DLR Berlin 2008, Länge: 83'38, Regie: Stefan Dutt.[7]

## Filmografie (Auswahl)
- 1979: Die Ehe der Maria Braun
- 1981: Lola
- 1981: Looping
- 1982: Die Sehnsucht der Veronika Voss
- 1985: Der Bulle und das Mädchen
- 1987: Der Schrei der Eule
- 1989: Radiofieber
- 1991: Die unanständige Frau
- 1992: Haus am See (TV-Serie)
- 1994: Weihnachten mit Willy Wuff
- 1995: Weihnachten mit Willy Wuff – Eine Mama für Lieschen
- 1996: Tatort: Das Mädchen mit der Puppe
- 1996: Deutschlandlied (TV-Dreiteiler)
- 1997: Weihnachten mit Willy Wuff – Mama braucht einen Millionär
- 2002: Bloch: Ein begrabener Hund
- 2002: Bloch: Schwarzer Staub
- 2002: Was ist bloß mit meinen Männern los?
- 2003: Bloch: Silbergraue Augen
- 2003: Bloch: Tausendschönchen
- 2004: Bloch: Ein Fleck auf der Haut
- 2004: Bloch: Schwestern
- 2005: Bloch: Ein krankes Herz
- 2006: Ich bin die Andere